# Chico Buarque de Hollanda - Volume 2
| Críticas profissionais            | Críticas profissionais |
| Avaliações da crítica             | Avaliações da crítica  |
| Fonte                             | Avaliação              |
| --------------------------------- | ---------------------- |
| All Music Guide                   | [ 1 ]                  |
| The Encyclopedia of Popular Music | [ 2 ]                  |

Chico Buarque de Hollanda - Volume 2 é o terceiro álbum do músico e compositor brasileiro Chico Buarque, lançado em 1967. Possui 12 músicas, totalizando aproximadamente 32 minutos de reprodução. O álbum conta com a participação de Os Três Moraes, nas canções “Noite dos Mascarados” e "Com Açúcar, Com Afeto", esta na qual Chico canta em conjunto com Jane Moraes. O disco possui tanto músicas inéditas de produção recente ao lançamento, quanto outras antigas de Chico, entre elas "Fica", "Cristina" e "Lua Cheia".

## Faixas

### Lado A
| N.º | Título                    | Compositor(es)                     | Duração |  |
| 1.  | "Noite dos Mascarados"    | Chico Buarque                      | 2:56    |  |
| 2.  | "Logo Eu?"                | Chico Buarque                      | 2:35    |  |
| 3.  | "Com Açúcar, com Afeto"   | Chico Buarque                      | 2:33    |  |
| 4.  | "Fica"                    | Chico Buarque                      | 2:27    |  |
| 5.  | "Lua Cheia"               | Chico Buarque e Toquinho (melodia) | 2:32    |  |
| 6.  | "Quem Te Viu, Quem Te Vê" | Chico Buarque                      | 4:13    |  |

### Lado B
| N.º | Título                     | Compositor(es) | Duração |  |
| 7.  | "Realejo"                  | Chico Buarque  | 3:32    |  |
| 8.  | "Ano Novo"                 | Chico Buarque  | 1:14    |  |
| 9.  | "A Televisão"              | Chico Buarque  | 2:44    |  |
| 10. | "Será que Cristina Volta?" | Chico Buarque  | 2:32    |  |
| 11. | "Morena dos Olhos d'Água"  | Chico Buarque  | 2:33    |  |
| 12. | "Um Chorinho"              | Chico Buarque  | 1:40    |  |